# Alfredo Carricaberry
Alfredo Demetrio Carricaberry (niekiedy Caricaberry) (ur. 8 października 1900 w Colón, zm. 23 września 1942 w Buenos Aires) – argentyński piłkarz noszący przydomek El Vasco, napastnik.

## Życiorys
Urodzony w Colón (prowincja Entre Ríos) Carricaberry zaczął grać w piłkę w klubie Floresta Buenos Aires oraz Estudiantil Porteño Buenos Aires. W 1919 roku przeniósł się do San Lorenzo de Almagro.
W pierwszym zespole San Lorenzo Carricaberry zadebiutował 25 kwietnia 1920 roku w meczu przeciwko Racing Club de Avellaneda.
W reprezentacji Argentyny Carricaberry zadebiutował 19 listopada 1922 roku w Montevideo w meczu z Urugwajem.
W 1923 roku Carricaberry zdobył zwycięską bramkę w walce o Copa del Río de la Plata. Ponadto San Lorenzo zdobył mistrzostwo Argentyny, a sukces ten powtórzył w 1924 roku.
Jako gracz klubu San Lorenzo wziął udział w turnieju Copa América 1927, gdzie Argentyna zdobyła mistrzostwo Ameryki Południowej. Carricaberry zagrał we wszystkich trzech meczach - z Boliwią (zdobył 2 bramki), Urugwajem i Peru (zdobył bramkę). Jako zdobywca 3 bramek został jednym z pięciu królów strzelców turnieju.
W 1927 roku Carricaberry obok sukcesu reprezentacyjnego odniósł sukcesy klubowe, gdyż San Lorenzo zdobył Copa del Río de la Plata oraz mistrzostwo Argentyny.
Wziął udział w Igrzyskach Olimpijskich w 1928 roku, gdzie Argentyna zdobyła srebrny medal. Carricaberry zagrał we wszystkich pięciu meczach - z USA (zdobył bramkę), Belgią, Egiptem i w dwóch finałowych bojach z Urugwajem.
Carricaberry w barwach San Lorenzo rozegrał 274 mecze i zdobył 104 bramki. W 1931 roku przeszedł do klubu CA Huracán, W 1935 roku grał w drugoligowym wówczas klubie Estudiantil Porteño, a następnie został piłkarzem klubu Argentinos Juniors Buenos Aires, gdzie grał do 1937 roku.
W latach 1922–1931 Carricaberry rozegrał w reprezentacji Argentyny 12 meczów i zdobył 4 bramki.
Carricaberry zmarł 23 września 1942 roku w Buenos Aires.